# Neopanorpa hainanica
Neopanorpa hainanica är en näbbsländeart som beskrevs av Hua och Chou 1998. Neopanorpa hainanica ingår i släktet Neopanorpa och familjen skorpionsländor. Inga underarter finns listade i Catalogue of Life.